# Chiesa di Cristo Re (Cerignola)
La Chiesa di Cristo Re è un edificio cattolico situato a Cerignola, nel rione Cristo Re. È stata costruita nel 1966, per necessità della parrocchia di una struttura più ampia. La chiesa è stata affidata ai Salesiani di Don Bosco. Gestisce un oratorio e una scuola professionale.

## Storia
Il 5 maggio 1933, il Vescovo Vittorio Consigliere invocava il nulla osta per la costruzione di una Cappella al servizio spirituale della zona detta dei "senza Cristo", per l'assenza di chiese. Il 1° maggio 1936, Mons. Antonio Desantis ottenne una camera a pianoterra, che trasformò in cappella, installando un altare e un quadro della padrona della città, la Madonna di Ripalta. Il giorno 3 giugno fu celebrata la prima messa alle ore 8 e nel pomeriggio fu portata in processione l'icona della Madonna di Ripalta. Durante la Benedizione Eucaristica, Mons. Antonio Desantis rivolse al popolo la sua proposta, per trasformare il rione "senza Cristo" nel rione "Cristo Re", accettata da tutti acclamando "Viva Cristo Re!". La chiesa ricevette in dono da Papa Pio XI una statua di Cristo Re, in attesa della costruzione della nuova struttura.

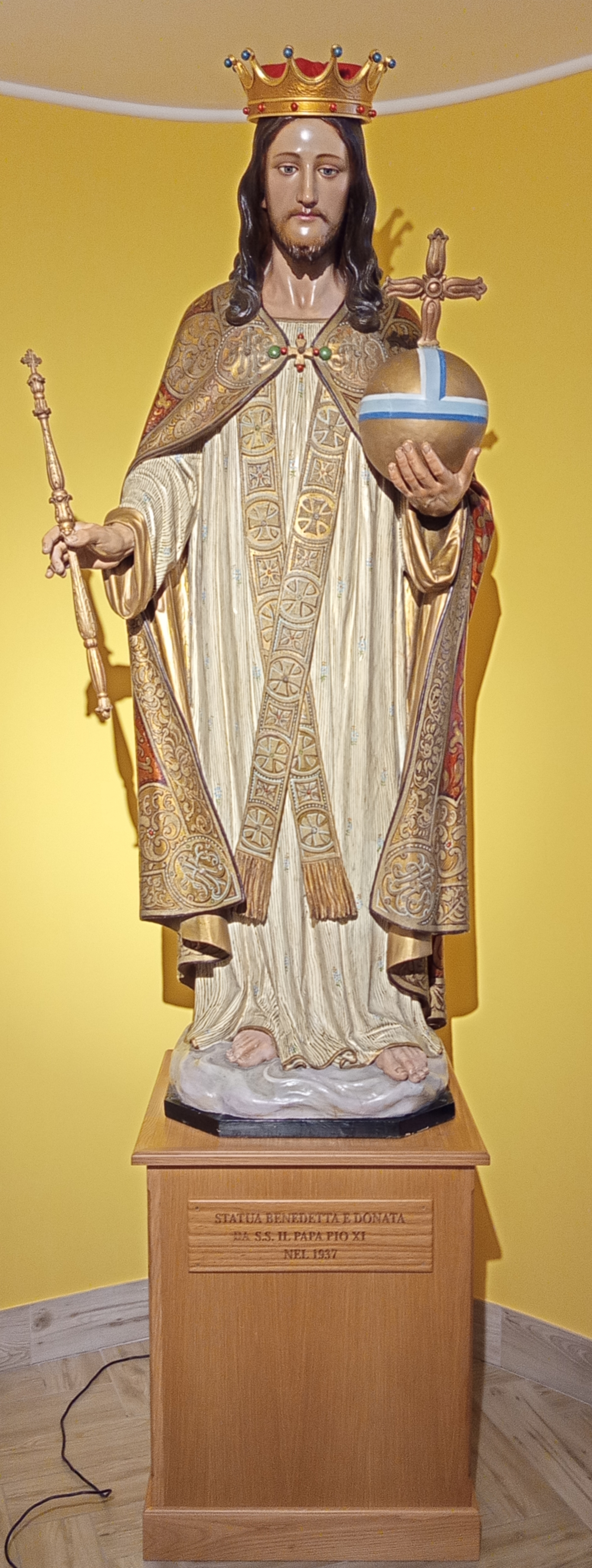
Statua raffigurante Cristo Re donata da Papa Pio XI alla Parrocchia.

Il 12 maggio 1937 fu posata la prima pietra della nuova chiesa, in Via Calabria, dal Vescovo Mons. Vittorio Consigliere. Il suolo era stato ceduto dai fratelli Baroni Zezza. I maestri muratori che hanno costruito la chiesa sono stati: i fratelli Nunzio e Carmine Galatino; Giuseppe e Salvatore Galatino, figli di Nunzio, tutti cerignolani. 
Il 31 ottobre 1937 ci furono i Festeggiamenti per la Dedicazione-Benedizione della Chiesa di Cristo Re, conosciuta anche come Chiesa di Santa Rita, e della Benedizione della statua del Cristo Re. Il primo parroco fu Giuseppe Balzano. La chiesa fu aperta al culto lo stesso giorno. Un'iscrizione, è stata incisa marmo bianco in occasione della Benedizione. Il decreto emesso nell'agosto del 1941 erigeva la chiesa a parrocchia. Era dedicata a Cristo Re e, per volontà del Sacerdote D. Paris Fieni che desiderava rendere omaggio alla defunta madre devotissima, a Maria SS. del Sabato.

Nel 1964, fu emanato il seguente decreto:
La direzione spirituale della parrocchia fu quindi affidata ai Salesiani, per educare cristianamente attraverso il metodo di San Giovanni Bosco. Questo messaggio spirituale, basato sul motto salesiano "prevenire non reprimere", si era già diffuso nella città nel 1907, grazie a don Antonio Palladino, che aveva fondato un ricreatorio intitolato al Santo piemontese.  L'impegno reciproco del Vescovo e dei Salesiani rese possibile la costruzione di una nuova ampia chiesa, consacrata e aperta al culto il 28 gennaio 1966. La chiesa era molto più grande di quella precedente. Era stata affiancata ad un Oratorio e un Centro professionale, per favorire i giovani, che iniziarono in molti a frequentare le strutture.
Nella vecchia chiesa, la parrocchia di Cristo Re ha insediato la Biblioteca San Tomaso D'Aquino.
Attualmente la parrocchia è animata dalla Società di San Francesco di Sales, Salesiani di Don Bosco (Sdb).

## Architettura

### Prima chiesa
La chiesa aveva una pianta rettangolare e un'unica navata con finestre sulla parete sinistra. La decorazione esterna è a "tufo a vista" e "pietra lavorata". Ha una cortina massiccia che rimanda alla cultura introdotta dall'architetto Giuseppe Pisanti, che progettò il Duomo Tonti e l'Istituto Agrario "Giuseppe Pavoncelli". Nel timpano della facciata, vi è a stucco l'emblema del Cristo Re, la corona regale. Nella nicchia in fondo, era collocata la statua del Cristo Re. Sulla parete destra, sopra l'altare marmoreo, ci sono delle nicchie. Quella centrale ospitava l'effigie della Madonna del Sabato, la nicchia a destra la statua di Sant'Antonio di Padova, la nicchia a sinistra una statua in legno di Santa Gemma Galgani. Sulla parete sinistra c'è una grossa nicchia all'interno della quale era custodito il gruppo statuario di Santa Rita da Cascia. Sul lato sinistro, decentrato dall'ingresso della Sacrestia, si erge il campanile a forma di torretta, con tre campane.

### Chiesa attuale
La chiesa è composta da una navata unica, progettata dall'ingegnere Giovanni Fistola e dall'architetto Tassati, nello stile lineare degli anni '60. Nel 1985 sarà arricchita, da D. Luigi Conta, dell'artistica raffigurazione, sulla parete di fondo, del Cristo Re dell'Universo.
Il vasto edificio si presenta con linee architettoniche moderne, con la facciata divisa in rombi e con l'interno molto luminoso. In attacco alla chiesa, sulla destra, un colonnato coperto.

### Annotazioni
1. ↑  QUESTA CHIESA / ERETTA AD INIZIATIVA / DEL CAN. PARROCO / MONS. ANTONIO DE SANTIS / COL CONTRIBUTO DELLO STATO E DEL COMUNE / DEL CLERO E DEI FEDELI / PER RAVVIVARE  / IN QUESTO RIONE ABBANDONATO / LA FEDE E LA VITA CRISTIANA / FU BENEDETTA / DA S. E. MONS. FRA VITTORIO CONSIGLIERE / E DEDICATA A CRISTO RE / NELLA FESTA DI SUA DIVINA REGALITÀ / DOMENICA 31 OTTOBRE 1937. L'ARTISTICA STATUA LIGNEA POLICROMA DEL CRISTO RE BENEDETTA E DONATA DAL PAPA PIO XI NEL 1937 ALLA CHIESA DI CRISTO RE DI CERIGNOLA.

### Riferimenti
1. 1 2 3 4   Relazione Storica (PDF), su diocesicerignola.it. URL consultato il 23 giugno 2025.
2. ↑   Amministrazione Comunale di Cerignola, Cerignola è la mia città, a cura di Luciano Antonellis, 2000,  p. 108, SBN FOG0496282.
3. ↑   Cerignola d'altri tempi, vol. 2, 2008,  pp. 76–77, SBN RML0221011.
4. ↑   Amministrazione Comunale di Cerignola, Cerignola è la mia città, a cura di Luciano Antonellis, 2000,  p. 108, SBN FOG0496282.
5. ↑   Cristo Re, su Diocesi di Cerignola-Ascoli Satriano, 25 luglio 2022. URL consultato il 18 luglio 2025.
6. ↑   Cerignola d'altri tempi, vol. 2, 2008,  p. 76, SBN RML0221011.
7. ↑   Cerignola ieri e oggi, 1982, SBN PBE0043965.